# Liste der Naturdenkmale im Landkreis Prignitz
Die Liste der Naturdenkmale im Landkreis Prignitz nennt die Listen der in den Städten und Gemeinden im Landkreis Prignitz in Brandenburg gelegenen Naturdenkmale.
| Ort                 | Liste                                             |
| ------------------- | ------------------------------------------------- |
| Bad Wilsnack        | Liste der Naturdenkmale in Bad Wilsnack           |
| Berge               | [ 2 ]                                             |
| Breese              | Liste der Naturdenkmale in Breese                 |
| Cumlosen            | [ 2 ]                                             |
| Gerdshagen          | [ 2 ]                                             |
| Groß Pankow         | Liste der Naturdenkmale in Groß Pankow (Prignitz) |
| Gülitz-Reetz        | Liste der Naturdenkmale in Gülitz-Reetz           |
| Gumtow              | Liste der Naturdenkmale in Gumtow                 |
| Halenbeck-Rohlsdorf | [ 2 ]                                             |
| Karstädt            | Liste der Naturdenkmale in Karstädt (Prignitz)    |
| Kümmernitztal       | [ 2 ]                                             |
| Lanz                | Liste der Naturdenkmale in Lanz (Prignitz)        |
| Legde/Quitzöbel     | Liste der Naturdenkmale in Legde/Quitzöbel        |
| Lenzen (Elbe)       | Liste der Naturdenkmale in Lenzen (Elbe)          |
| Lenzerwische        | Liste der Naturdenkmale in Lenzerwische           |
| Marienfließ         | Liste der Naturdenkmale in Marienfließ            |
| Meyenburg           | [ 2 ]                                             |
| Perleberg           | Liste der Naturdenkmale in Perleberg              |
| Pirow               | Liste der Naturdenkmale in Pirow                  |
| Plattenburg         | Liste der Naturdenkmale in Plattenburg            |
| Pritzwalk           | Liste der Naturdenkmale in Pritzwalk              |
| Putlitz             | Liste der Naturdenkmale in Putlitz                |
| Rühstädt            | Liste der Naturdenkmale in Rühstädt               |
| Triglitz            | Liste der Naturdenkmale in Triglitz               |
| Weisen              | Liste der Naturdenkmale in Weisen                 |
| Wittenberge         | Liste der Naturdenkmale in Wittenberge            |